# 372P/McNaught
372P/McNaught è una cometa periodica appartenente alla famiglia delle comete gioviane. La cometa è stata scoperta il 28 luglio 2008 , la sua riscoperta l'8 agosto 2018  ha permesso di numerarla.